# Pietro Borradori
Pietro Borradori (Milano, 28 agosto 1965) è un compositore italiano.

## Biografia
Ha iniziato a studiare pianoforte e composizione in giovane età proseguendo successivamente gli studi presso il Conservatorio Giuseppe Verdi della sua città rispettivamente con Davide Anzaghi e Giacomo Manzoni per la composizione, e con Carlo Pestalozza per il pianoforte. Particolare importanza ha avuto l'incontro con Franco Donatoni con il quale ha frequentato l'Accademia Musicale Chigiana nel 1987 e nel 1988. Nel 1989 ha seguito master classes alla Musikhochschule di Freiburg con Emmanuel Nunes e a Milano con Gérard Grisey. Parallelamente agli studi musicali ha studiato architettura al Politecnico di Milano. Si è da subito occupato di didattica musicale ricoprendo la cattedra di Composizione dal 1987 al 1992 al Conservatorio di Trento.
Ha ricevuto commissioni da numerose istituzioni tra le quali Radio France, Ministero della Cultura Francese, Westdeutscher Rundfunk, Radio Televisione Italiana, Orchestra Sinfonica della Radio Olandese, Avanti Chamber Orchestra, Milano Musica, Fondazione Gulbenkian, Festival Musica di Strasburgo. 
Ha registrato CD monografici per le etichette Fonit Cetra e BMG Ricordi.
Le opere dal 1987 al 1994 sono pubblicate da BMG Ricordi.
Ha affiancato alla composizione l'attività di organizzatore musicale e imprenditore in campo tecnologico, sviluppando un particolare interesse per l'applicazione delle tecnologie informatiche alla musica.
Nel 1989 ha fondato insieme a Riccardo Nova e Andreas Dohmen il Festival Nuove Sincronie, curandone tutte le dieci edizioni sino al 1999. 
Ha fondato parallelamente l'Ensemble strumentale Nuove Sincronie dedicato all'esecuzione del repertorio contemporaneo.
Nel 1995, ha fondato Allegroassai e negli anni successivi sviluppato la tecnologia di notazione musicale Vivaldi e il progetto della biblioteca musicale online VivaldiStudio.
Nel 2003 ha fondato Openworks e nel 2008 il motore di ricerca SimilarPages dedicato alla ricerca di alternative web e siti simili.

## Discografia
Monografie:
- 1990 - Camera Obscura (Italia, Fonit-Cetra)[7]
- 1994 - Opus Incertum (Italia, BMG Ricordi)[8]

Altri:
- 1993 - Nuove Sincronie 92 (Italia, Edizioni Sincronie)
- 1993 - Contemporanea - Koinè (Italia, Edizioni Stile Libero)

## Composizioni principali
- 1985 - Epilogo, per pianoforte
- 1987 - Epigram for Morton Feldman, per flauto
- 1987 - Dialogues entre metopes, per ensemble
- 1987 - Fragmenta Veneris, per ensemble
- 1988 - Holzwege, per ensemble
- 1989 - Camera Obscura, per quartetto con pianoforte
- 1990 - Streich Quartett, per quartetto d'archi
- 1990 - Puer Senex, per orchestra (ad oggi ineseguito)
- 1990 - Zwei Orgelstuecke, per Organo
- 1991 - Dialectical Landscapes I, per violoncello e pianoforte
- 1991 - Pan I, per orchestra
- 1992 - Opus Incertum, per ensemble
- 1992 - Opus Quadratum, per ottetto di fiati
- 1992 - Opus Alexandrinum, per violoncello ed ensemble
- 1993 - Trame perdute, per duo di pianoforti
- 1993 - Cantata Puer Aeternus, per 2 cori e orchestra da camera
- 1993 - Obliquo, per marimba
- 1993 - Trame perdute II, per pianoforte
- 1994 - Opus Ligneum, per ensemble
- 1994 - Family Dancing, per viola
- 1994 - Dialectical Landscapes II, per trio
- 1994 - Drei Blicke in einem Opal I, per pianoforte solista ed ensemble (commissione Milano Musica)
- 1994 - In Medias Res, per grande ensemble (commissione Ministero Cultura Francese)
- 1996 - Drei Blicke in einem Opal II, per pianoforte solista ed ensemble (commissione Radio France)
- 1997 - Fabulae, per corno e orchestra d'archi (commissione Fondazione Gulbenkian)
- 1997 - Persistency of the Objects I, per ensemble
- 1998 - Pan II, per ensemble (commissione Ensemble L'Itineraire)
- 1998 - Persistency of the Objects II, per ensemble (commissione Roma Europa)
- 2005 - Project B, per elettronica
- 2011 - Pan II remixed, per elettronica
- 2014 - Etude pour piano, for Piano
- 2015 - Deux etudes pour piano, for Piano
- 2016 - Rem, for 2 Amplified Pianos & Electronics
- 2017 - Skew Lines #1, for solo piano
- 2020 - Dual, for 2 Pianos and 2 Cellos

## Riconoscimenti e premi
- 1988 - 2º premio RAI Malipiero, Italia
- 1988 - 1º premio Kucyna Prize -Alea III- Boston, Usa
- 1989 - Finalista Gaudeamus International Competition, Paesi Bassi
- 1989 - 1º premio Forum Junger Komponisten WDR, Germania
- 1990 - Finalista Olympia Prize, Grecia
- 1990 - Finalista Gaudeamus International Competition, Paesi Bassi
- 1991 - 2º premio e menzione d'onore Gaudeamus International Competition, Paesi Bassi
- 1991 - 1º premio Ensemblia International Competition WDR, Germania
- 1991 - 3º premio Washington International Competition, Usa
- 1994 - 2º premio e menzione d'onore Gaudeamus International Competition, Paesi Bassi

Il suo Streichquartett N.1 è stato selezionato dalla RAI come opera rappresentatrice per l'Italia nell'edizione 1993 dell International Rostrum of Composers.